# Gourgane

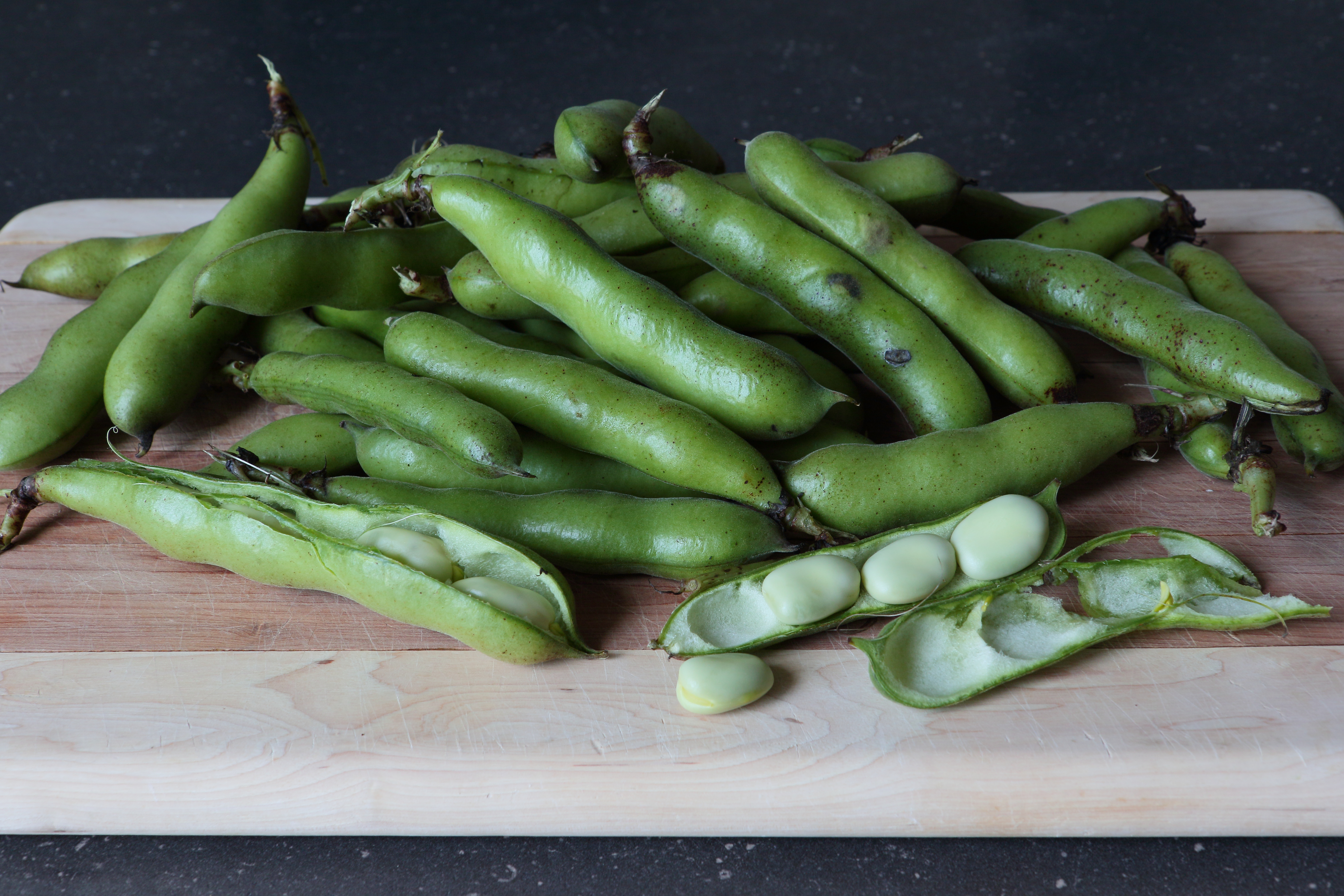
Gourganes des Serres Naturo.

La gourgane ou  fève des marais est le fruit d'une variété de la plante Vicia faba. C'est une fève au goût caractéristique. 
Au Québec, c'est dans la région de Charlevoix qu'elle est d'abord populaire, mais elle est aussi cultivée au Saguenay–Lac-Saint-Jean. Son utilisation principale est en tant qu'ingrédient de la soupe aux gourganes.

## Taxinomie

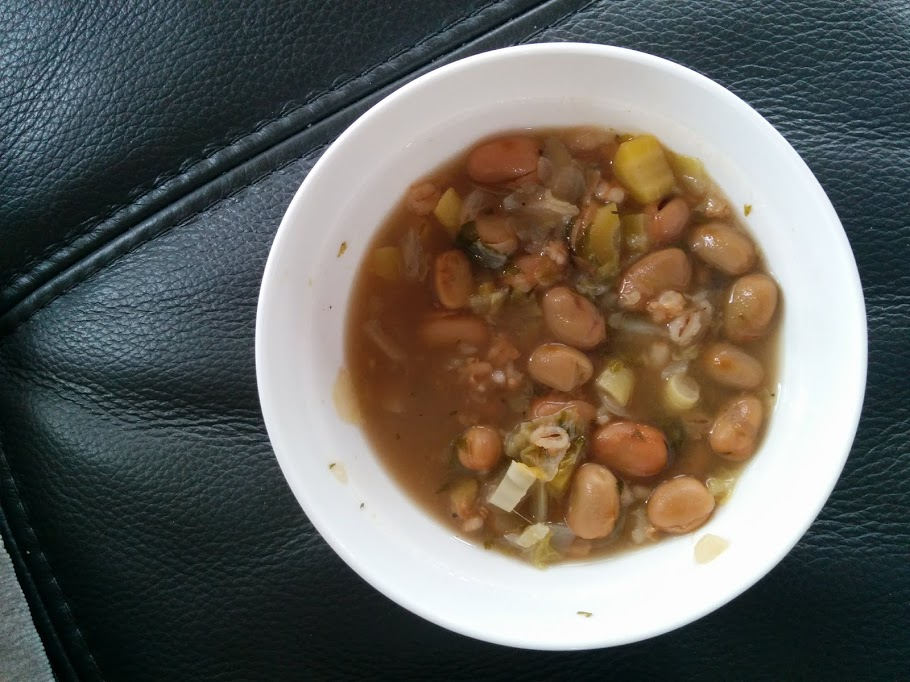
Soupe aux gourganes.

Cet ensemble de cultivars est parfois décrit comme dérivant de la variété Vicia faba var. major (Harz) Beck, variété qui n'est généralement pas considérée comme valide,.

## Histoire
Sa domestication, vieille de 10 000 ans, est attribuée à sa valeur nutritionnelle ainsi qu'à sa grande taille. Dans le sens de légumineuse, le terme « gourgane » est attesté au Canada depuis la moitié du XVIIIe siècle. Il a toutefois été utilisé au moins depuis la fin du XVIIe siècle dans la région de Montréal, où il avait un tout autre sens : « gourganes de porc » signifiait bajoues de porc fumées. Dans les deux cas, ce mot aurait été importé par des colons français, probablement de différents groupes. Plus précisément, le terme « gourgane », en tant que fève, provient vraisemblablement du dialecte normand où il était utilisé par des marins pour désigner la fève séchée faisant partie de leurs provisions.

Dans la chanson de marins Le corsaire Le Grand Coureur on trouve un couplet consacré à l'alimentation :
Pour nous refaire des combats
Nous avions à nos repas
Des gourganes, du lard rance
Du vinaigre au lieu du vin
Du biscuit pourri d’avance
Et du camphre le matin.
Dès le XVIIe siècle on recense des cultures commerciales et vivrières de fèves des marais dans la région de Montréal et de Québec, mais cette légumineuse tombe dans l'obscurité au sud de la province dès la fin du XIXe siècle. En effet, la pomme de terre a fortement gagné en popularité avant 1850 et le pois et le haricot ont été préférés à la gourgane, en raison de leur goût jugé meilleur et de leur culture plus adaptée au climat estival parfois chaud du sud du Québec. D'ailleurs, les conditions optimales pour sa culture se trouvent entre les 47e et 49e parallèles nord, soit dans les régions du Saguenay–Lac-Saint-Jean, Charlevoix, mais aussi dans le nord du Bas-Saint-Laurent (à partir de La Pocatière). En 1987, la compagnie Catelli lance une variété de soupe Habitant aux gourganes.

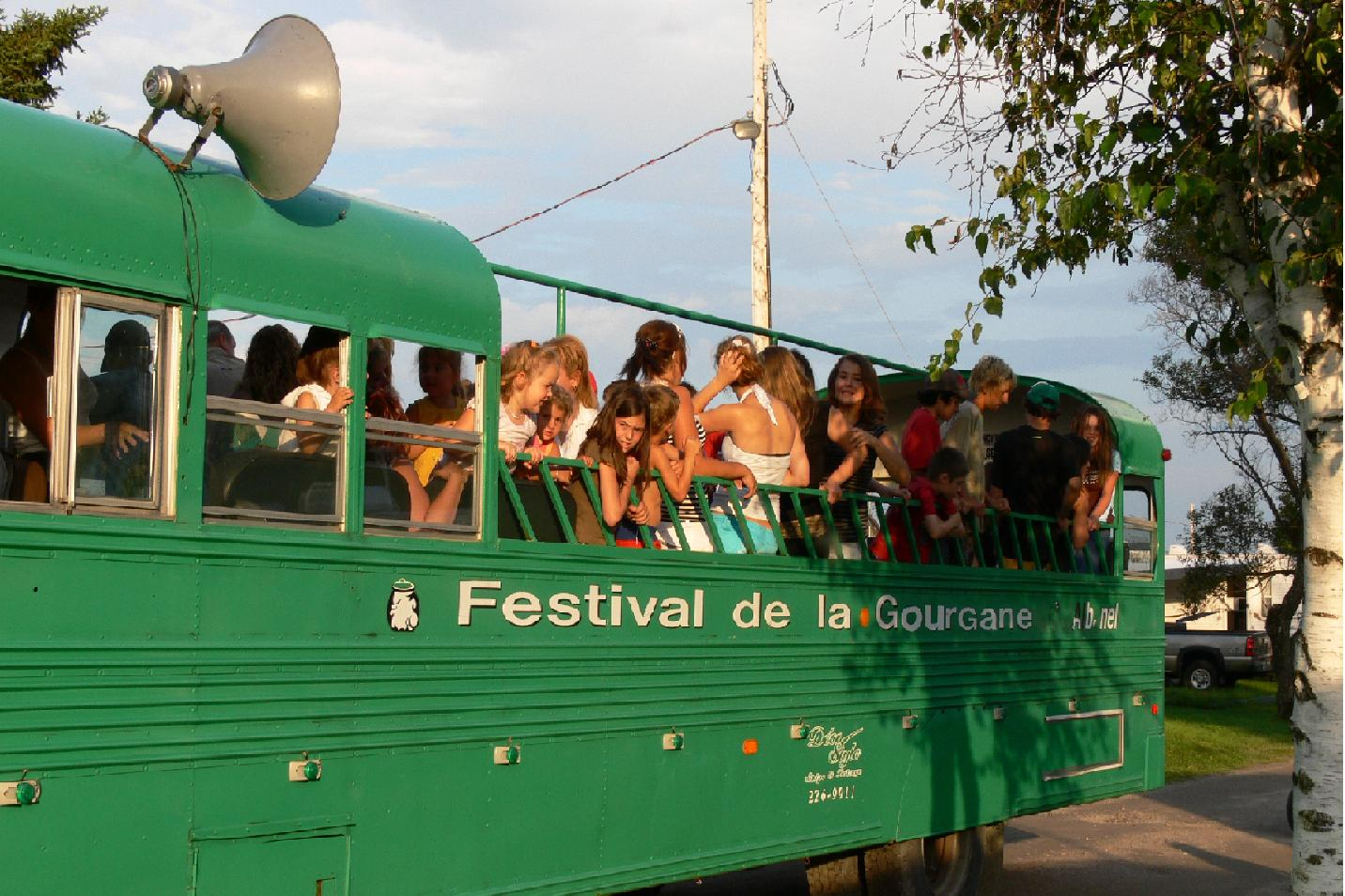
Le Festival de la gourgane d'Albanel, en 2006.

C'est d'abord dans Charlevoix que la gourgane gagne une solide réputation. Dans les années 1830, plusieurs habitants de cette région migrent vers le nord (vers la rivière Saguenay) faute de terres disponibles dans leur région, et emportent avec eux leur savoir-faire, y compris la culture de la fève des marais. De nos jours, c'est au Saguenay–Lac-Saint-Jean que la gourgane est la plus cultivée, particulièrement dans des zones maraîchères des abords du Lac Saint-Jean, dans les environs d'Hébertville, Métabetchouan, Alma ou Roberval. La demande pour ce produit est toutefois très faible hors des régions mentionnées et les tentatives d'en faire un moteur économique régional n'ont jamais fonctionné. Un festival de la gourgane existe néanmoins depuis 1974 dans la municipalité d'Albanel au lac Saint-Jean. Il dure quelques jours et se tient vers la fin du mois de juillet, de manière à coïncider avec la saison de la récolte.